# Timple
El timple és un instrument musical de cordes típic de les Canàries. Es va començar a fabricar al segle xix. Consisteix en una petita guitarra de cinc cordes o en alguns casos de quatre cordes i amb una caixa de ressonància estreta i bombada per sota, denominada gepa. L'afinació del timple pot ser variant segons per a què s'usi i qui en sigui l'intèrpret, però l'afinació més usada de l'instrument és RE, LA, MI, DO, SOL.
Es pensa que prové de la guitarra barroca que va ser introduïda a les Canàries després de la conquesta espanyola. Ha estat present en quasi totes les agrupacions folklòriques de l'arxipèlag canari, excepte a l'illa de La Gomera i a l'illa d'El Hierro, així com a les festes populars. Als seus inicis era un instrument d'acompanyament. Ara com ara, s'utilitza en tota mena de formacions musicals per a interpretar des de música barroca a música contemporània, passant pel jazz o el pop i les estudiantines.
Algun dels seus intèrprets més coneguts són: Benito Cabrera, Totoyo Millares, José Antonio Ramos, Domingo Rodríguez Oramas "El Colorao", Beselch Rodríguez, Pedro Izquierdo o Germán López.